# Ralf Ruckus
Ralf Ruckus ist ein deutscher Autor, Übersetzer und Aktivist, der sich vor allem mit China beschäftigt.

## Biografie
Ruckus studierte in den 1980er Jahren in Berlin und London. Er »arbeitete in proletarischen Jobs« und war in sozialen Bewegungen aktiv. Seit den 2000er Jahren publiziert er vor allem zu Arbeiter-, Migranten- und Frauenkämpfen in China.

## Werke

### Bücher
- The Communist Road to Capitalism. How Social Unrest and Containment Have Pushed China’s (R)evolution since 1949. PM Press, 2021.
  - Der kommunistische Weg in den Kapitalismus. Wie soziale Unruhen und deren Eindämmung die Entwicklung Chinas seit 1949 vorantrieben. Berlin: Karl Dietz, 2024; ISBN 978-3-320-02416-1.
  - La voie communiste vers le capitalisme. Lutte sociale et sociétales en Chine de 1949 à jours. Paris: les nuits rouges; ISBN 978-2-913112-74-2.
- Die Linke in China. Eine Einführung. Wien: Mandelbaum, 2023, ISBN 978-3-85476-919-4.
  - The Left in China. A Political Cartography. Pluto Press, 2023.
- (mit Daniel Reineke, Jule Pfeffer und Kevin Lin): China von unten. Kritische Analyse & Soziale Kämpfe.

### Übersetzungen
- Wu Yiching: Die andere Kulturrevolution 1966–1969: Der Anfang vom Ende des chinesischen Sozialismus. Wien: Mandelbaum, 2019; ISBN 978-3-85476-686-5 (Originaltitel: The cultural revolution at the margins. Chinese Socialism in Crisis. Harvard University Press, 2014; ISBN 0-674-72879-3).
- Zhang Lu: Arbeitskämpfe in Chinas Autofabriken. Wien: Mandelbaum, ISBN 978-3-85476-673-5 (Originaltitel: Inside China’s automobile factories).
- Hao Ren 郝仁 u. a.: Streiks im Perlflussdelta. ArbeiterInnenwiderstand in Chinas Weltmarktfabriken. Wien: Mandelbaum, 2014; ISBN 978-3-85476-633-9.
  - englischsprachige Ausgabe von Eli Friedman, Zhongjin Li, Hao Ren (Hg.): China on Strike. Narratives of Workers’ Resistance. Chicago: Haymarket, 2016; ISBN 978-1-60846-522-4.
- Aufbruch der zweiten Generation. Wanderarbeit, Gender und Klassenzusammensetzung in China. Berlin/Hamburg: Assoziation A, 2010; ISBN 978-3-935936-93-4.
- Pun Ngai 潘毅 u. a.: iSlaves. Ausbeutung und Widerstand in Chinas Foxconn-Fabriken. Wien: Mandelbaum, 2013; ISBN 978-3-85476-620-9.
- Pun Ngai, Li Wanwei: Dagongmei. Arbeiterinnen aus Chinas Weltmarktfabriken erzählen. Berlin/Hamburg: Assoziation A, 2008; ISBN 978-3-935936-73-6.

### Artikel
- Chinastrategie der USA: Eindämmung – nur wie? WOZ, 10. Oktober 2024.